# 第11屆香港電影金紫荊獎
第11屆香港電影金紫荊獎於2006年8月13日在九龍灣國際展貿中心三樓寰宇廳舉行，由金紫荊文化發展基金主辦。

## 提名及獲獎名單
注：粗體字代表名單為獲獎
| 獎項         | 名單                              |
| 最佳影片     | 黑社會                            |
| 最佳影片     | 如果·愛                           |
| 最佳影片     | 伊莎貝拉                          |
| 最佳影片     | 頭文字D                           |
| 最佳影片     | 神經俠侶                          |
| 最佳導演     | 杜琪峰（黑社會）                  |
| 最佳導演     | 陳可辛（如果·愛）                 |
| 最佳導演     | 彭浩翔（伊莎貝拉）                |
| 最佳導演     | 陳木勝（三岔口）                  |
| 最佳導演     | 阮世生（神經俠侶）                |
| 最佳男主角   | 任達華（黑社會）                  |
| 最佳男主角   | 梁家輝（黑社會）                  |
| 最佳男主角   | 劉德華（童夢奇緣）                |
| 最佳男主角   | 陳奕迅（神經俠侶）                |
| 最佳男主角   | 杜汶澤（伊莎貝拉）                |
| 最佳女主角   | 周迅（如果·愛）                   |
| 最佳女主角   | 林嘉欣（怪物）                    |
| 最佳女主角   | 張栢芝（無極）                    |
| 最佳女主角   | 李心潔（鬼域）                    |
| 最佳女主角   | 梁洛施（伊莎貝拉）                |
| 最佳男配角   | 杜汶澤（情義我心知）              |
| 最佳男配角   | 林家棟（黑社會）                  |
| 最佳男配角   | 黃秋生（頭文字D）                 |
| 最佳男配角   | 劉兆銘（鬼域）                    |
| 最佳男配角   | 張家輝（黑社會以和為貴）          |
| 最佳女配角   | 毛舜筠（早熟）                    |
| 最佳女配角   | 邵美琪（黑社會）                  |
| 最佳女配角   | 徐小鳳（最愛女人購物狂）          |
| 最佳女配角   | 張靜初（七劍）                    |
| 最佳女配角   | 惠英紅（神經俠侶）                |
| 最佳新演員   | 薛凱琪（早熟）                    |
| 最佳新演員   | 周杰倫（頭文字D）                 |
| 最佳新演員   | 梁洛施（伊莎貝拉）                |
| 最佳新演員   | 曾雅琪（鬼域）                    |
| 最佳新演員   | 潘月彤（黑社會以和為貴）          |
| 最佳編劇     | 游乃海、葉天成（黑社會）          |
| 最佳編劇     | 阮世生、方晴、羅耀輝（神經俠侶）  |
| 最佳編劇     | 岸西（三岔口）                    |
| 最佳編劇     | 張志光、陳淑賢（童夢奇緣）        |
| 最佳編劇     | 游乃海、葉天成（黑社會以和為貴）  |
| 最佳攝影     | 鮑德熹（如果·愛）                 |
| 最佳攝影     | 林志堅（伊莎貝拉）                |
| 最佳攝影     | 劉偉強、黎耀輝、伍文拯（頭文字D） |
| 最佳攝影     | 姜國民（七劍）                    |
| 最佳攝影     | 鄭兆強（黑社會）                  |
| 最佳剪接     | 黃海（頭文字D）                   |
| 最佳剪接     | 李棟全、鄺志良（如果·愛）         |
| 最佳剪接     | 譚家明（黑社會）                  |
| 最佳剪接     | 林安兒（七劍）                    |
| 最佳剪接     | 彭氏兄弟、彭正熙（鬼域）          |
| 最佳音響     | 曾景祥（頭文字D）                 |
| 最佳音響     | （七劍）                          |
| 最佳音響     | 聶基榮、黃大衛（伊莎貝拉）        |
| 最佳音響     | 王丹戎（無極）                    |
| 最佳音響     | （鬼域）                          |
| 最佳美術指導 | 奚仲文、黃炳耀（如果·愛）         |
| 最佳美術指導 | 文念中（伊莎貝拉）                |
| 最佳美術指導 | （鬼域）                          |
| 最佳美術指導 | 葉錦添（無極）                    |
| 最佳電影音樂 | 金培達、高世章（如果·愛）         |
| 最佳電影音樂 | 金培達（伊莎貝拉）                |
| 最佳電影音樂 | 羅大佑（黑社會）                  |
| 最佳電影音樂 | （情義我心知）                    |
| 最佳電影音樂 | （黑社會以和為貴）                |
| 最佳電影歌曲 | 飄移（頭文字D）                   |
| 最佳電影歌曲 | 下次不敢（童夢奇緣）              |
| 最佳電影歌曲 | 如果·愛（如果·愛）                |
| 最佳電影歌曲 | 都是你（情義我心知）              |
| 最佳電影歌曲 | 我不是好人（天生一對）            |
| 最佳創意     | AV                                |
| 最佳創意     | 怪物                              |
| 最佳創意     | 伊莎貝拉                          |
| 最佳創意     | b420                              |
| 最佳創意     | 鬼域                              |